# Metilcellulosa
La  metilcellulosa  è un polimero largamente utilizzato nella farmacopea e nell'industria. Si tratta di una forma modificata (metilata) del polisaccaride naturale cellulosa, allo scopo di renderlo idrofilo e adatto a formare gel, utilizzabili come collanti, addensanti e gelificanti in molti campi.
In ambito farmacologico è utilizzata come lassativo.

## Indicazioni
È utilizzato soprattutto per persone affetta da colostomia, emorroidi, diarrea cronica, ileostomia.
Deve essere utilizzato solo se non è stato possibile combattere la stitichezza con una dieta più equilibrata e con sufficiente assunzione di liquidi.

## Dosaggi
Cambiando a seconda del disturbo riscontrato, attenersi alle istruzioni contenute nella scheda.

## Farmacodinamica
I lassativi di volume aumentano la massa fecale stimolando di conseguenza la peristalsi, combattendo in tal modo la stitichezza.

## Effetti indesiderati
Distensione addominale, occlusione gastrointestinale, flatulenza, ipersensibilità

## Eccipiente farmaceutico
La metilcellulosa può essere ottenuta per parziale metilazione della cellulosa con cloruro di metile.
Nelle metilcellulose basso sostituite la presenza dei gruppi metossilici diminuisce le forze di attrazione fra le catene di glucosio sicché le molecole di acqua possono idratarle (solubile in acqua fredda, insolubile a caldo).
pH di massima stabilità 3-11.
Disponibile in tipi a differenti viscosità.
È un addensante e viscosizzante di largo impiego (anche per uso parenterale). Ha proprietà stabilizzanti e di colloide protettore e tensioattivante.
Concentrazioni d'uso: 0,5-5%.
Possibili incompatibilità per alte concentrazioni di elettroliti e tensioattivi. Scarso potere sospendente